# Tipula (Eumicrotipula) laterosetosa
Tipula (Eumicrotipula) laterosetosa is een tweevleugelige uit de familie langpootmuggen (Tipulidae). De soort komt voor in het Neotropisch gebied.